# Stará Ves (Bruntáli járás)
Stará Ves (németül: Altendorf) község Csehországban, Bruntáli járásban. Stará Ves Rýmařov, Malá Morávka, Oskava, Horní Město, Dolní Moravice, Sobotín és Vernířovice településekkel határos. Lakosainak száma 465 fő (2024. január 1.).

## Népesség
A település lakosságának változását az alábbi diagram mutatja:
| Lakosok száma | 3100 | 2632 | 1922 | 1110 | 591  | 516  | 510  | 493  | 481  | 465  |
|               | 1869 | 1890 | 1921 | 1950 | 1980 | 2001 | 2017 | 2019 | 2022 | 2024 |